# 周培源物理奖
周培源物理奖，是以中国物理学家周培源命名，为周培源基金会所设立的物理奖项。由周培源基金会委托中国物理学会代为评选，旨在奖励在国内外物理学研究中做出创造性成果或运用物理规律解决重大关键问题等方面的中国物理学工作者。每两年评选一次，一般每次评选一个人或一个项目。

## 历届获奖者
| 届别     | 获奖时间 | 姓名     | 工作单位                 |
| -------- | -------- | -------- | ------------------------ |
| 第一届   | 1997年   | 赵光达   | 北京大学                 |
| 第一届   | 1997年   | 李重生   | 北京大学                 |
| 第二届   | 1999年   | 欧阳钟灿 | 中国科学院理论物理研究所 |
| 第三届   | 2001年   | 解思深   | 中国科学院物理研究所     |
| 第四届   | 2004年   | 马伯强   | 北京大学                 |
| 第五届   | 2005年   | 王恩哥   | 中国科学院物理研究所     |
| 第六届   | 2007年   | 黄朝商   | 中国科学院理论物理研究所 |
| 第七届   | 2009年   | 汪卫华   | 中国科学院物理研究所     |
| 第八届   | 2011年   | 欧阳颀   | 北京大学                 |
| 第九届   | 2013年   | 方忠     | 中国科学院物理研究所     |
| 第九届   | 2013年   | 徐湛     | 清华大学                 |
| 第九届   | 2013年   | 张礼     | 清华大学                 |
| 第十届   | 2015年   | 叶沿林   | 北京大学                 |
| 第十一届 | 2017年   | 戴希     | 中国科学院物理研究所     |
| 第十二届 | 2019年   | 胡江平   | 中国科学院物理研究所     |
| 第十二届 | 2019年   | 孙庆丰   | 北京大学                 |
| 第十三届 | 2021年   | 范桁     | 中国科学院物理研究所     |
| 第十三届 | 2021年   | 乔从丰   | 中国科学院大学           |

来源：. 周培源基金会.   [2017-08-23]. （原始内容存档于2019-08-10）.